# Императорский Царскосельский лицей
Импера́торский Царскосе́льский лице́й (с 1843 по 1917 годы — Алекса́ндровский лицей) — привилегированное высшее учебное заведение для детей дворян в Российской империи, действовавшее в Царском Селе с 1811 по 1843 годы. В русской истории известно в первую очередь как школа, воспитавшая А. С. Пушкина и воспетая им.

## Цели учебного заведения. Программа
Лицей был основан по указу императора Александра I, подписанному 12 (24) августа 1810 года в Царском Селе (современный город Пушкин в составе Пушкинского района Санкт-Петербурга). Он предназначался для обучения дворянских детей. По первоначальному плану в Лицее должны были воспитываться также и младшие братья Александра I — Николай и Михаил. Общее наступление реакции перед войной 1812 года, выразившееся, в частности, в падении М. М. Сперанского, привело к тому, что первоначальные планы были отброшены. Программа была разработана М. М. Сперанским и ориентирована в первую очередь на подготовку государственных просвещённых чиновников высших рангов. В лицей принимали детей 10—14 лет; приём осуществлялся каждые три года. Лицей был открыт 19 октября 1811 года. Этот день впоследствии отмечался выпускниками как «День лицея», выпускники собирались в этот день на «лицейский обед». Первоначально лицей находился в ведении Министерства народного просвещения, в 1822 году подчинён военному ведомству.
Продолжительность обучения первоначально составляла 6 лет (два трёхгодичных курса, с 1836 года — 4 класса по полтора года). За это время изучали следующие дисциплины:
- нравственные (Закон Божий, этика, логика, правоведение, политическая экономия);
- словесные (российская, латинская, французская, немецкая словесность и языки, риторика);
- исторические (российская и всеобщая история, физическая география);
- физические и математические (математика, начала физики и космографии, статистика)[5];
- изящные искусства и гимнастические упражнения (чистописание, рисование, танцы, фехтование, верховая езда, плавание).

Учебный план лицея неоднократно изменялся, сохраняя при этом гуманитарно-юридическую направленность. Лицейское образование приравнивалось к университетскому, выпускники получали гражданские чины 14-го — 9-го классов. Для желавших поступить на военную службу проводилось дополнительное военное обучение, в этом случае выпускники получали права окончивших Пажеский корпус. В 1814—1829 годах при лицее действовали подготовительные курсы Благородный пансион.
Отличительной чертой Царскосельского лицея был запрет телесных наказаний воспитанников, закреплённый в лицейском уставе.

## Лицей в Царском Селе

### Здание
Учебное заведение было размещено в здании флигеля Екатерининского дворца. Флигель был построен в 1790-х годах архитектором Нееловым (или Кваренги) для великих княжон, дочерей императора Павла I. В 1811 году здание было значительно перестроено архитектором Стасовым и приспособлено под нужды учебного заведения. Состоит из четырёх этажей. У каждого лицеиста была своя комната («келья», как называл её А. С. Пушкин). В комнате — железная кровать, комод, конторка, зеркало, стул, стол для умывания.

### Лицейские директора и педагоги
Первым директором Лицея стал В. Ф. Малиновский (1811—1814). После его смерти директором был назначен Ф. М. Гауеншилд, бывший в лицее профессором немецкого языка и словесности (1814—1816). Следующим директором назначили Е. А. Энгельгардта (1816—1823). Затем директором был Ф. Г. Гольтгоер (1824—1840). При следующем директоре Броневском (1840—1853) лицей был переведён из Царского Села в Санкт-Петербург.
Среди первых профессоров и преподавателей Лицея были:
- А. П. Куницын, 1782—1840 (нравственные и политические науки);
- Н. Ф. Кошанский, 1781—1831 (эстетика, российская и латинская словесность);
- Я. И. Карцов, 1785—1836 (физические и математические науки);
- Л.-В. Теппер де Фергюсон, 1768 — после 1824 (музыка и хоровое пение)
- А. И. Галич, 1783—1848 (русская словесность);
- Ф. Б. Эльснер, 1771—1832 (военные науки);
- Д. И. де Будри, 1756—1821 (французская словесность);
- С. Г. Чириков, 1776—1853 (изящные искусства).

### Первые воспитанники
В 1811 году первыми воспитанниками Лицея стали:
- Бакунин, Александр Павлович (1797—1862)
- Броглио, Сильверий Францевич (1799—1829)
- Вольховский, Владимир Дмитриевич (1798—1841)
- Горчаков, Александр Михайлович (1798—1883)
- Гревениц, Павел Фёдорович (1798—1847)
- Гурьев, Константин Васильевич (1800—1833), исключён из Лицея в 1813 году (вернулся по домашним обстоятельствам к родителям)
- Данзас, Константин Карлович (1801—1870)
- Дельвиг, Антон Антонович (1798—1831)
- Есаков, Семён Семёнович (1798—1831)
- Илличевский, Алексей Демьянович (1798—1837)
- Комовский, Сергей Дмитриевич (1798—1880)
- Корнилов, Александр Алексеевич (1801—1856)
- Корсаков, Николай Александрович (1800—1820)
- Корф, Модест Андреевич (1800—1876)
- Костенский, Константин Дмитриевич (1797—1830)
- Кюхельбекер, Вильгельм Карлович (1797—1846)
- Ломоносов, Сергей Григорьевич (1799—1857)
- Малиновский, Иван Васильевич (1796—1873)
- Мартынов, Аркадий Иванович (1801—1850)
- Маслов, Дмитрий Николаевич (1796—1856)
- Матюшкин, Фёдор Фёдорович (1799—1872)
- Мясоедов, Павел Николаевич (1799—1868)
- Пушкин, Александр Сергеевич (1799—1837)
- Пущин, Иван Иванович (1798—1859)
- Ржевский, Николай Григорьевич (1800—1817)
- Саврасов, Пётр Фёдорович (1799—1830)
- Стевен, Фёдор Христианович (1797—1851)
- Тырков, Александр Дмитриевич (1799—1843)
- Юдин, Павел Михайлович (1798—1852)
- Яковлев, Михаил Лукьянович (1798—1868)

Из этих 30 человек 18 были православными, остальные — лютеранами или католиками. Другие известные выпускники:
- Ахшарумов, Владимир Дмитриевич (1824—1911) — русский поэт
- Замятнин, Дмитрий Николаевич (1805—1881) — министр юстиции России (1862—1867)
- Кайданов, Николай Иванович (ум. 1894) — начальник архива департамента таможенных сборов, известный архивист
- Салтыков-Щедрин, Михаил Евграфович (1826—1889) — писатель

## Переезд в Петербург
6 сентября 1843 года учебное заведение было переведено в Санкт-Петербург в здание Александринского сиротского дома по адресу Каменноостровский проспект, дом 21. По указанию императора Николая I после переезда лицей стал именоваться Императорским Александровским.
Здание Александровского лицея несколько раз перестраивалось. К 50-летию учебного заведения (1861) к главному зданию со стороны сада пристроили двухэтажный корпус. В 1878 году по проекту Р. Я. Оссолануса над зданием надстроили четвёртый этаж. В 1881 году в новом флигеле по Большой Монетной улице разместился подготовительный класс. В 1902—1905 годах со стороны Лицейской улицы был построен угловой четырёхэтажный флигель для воспитателей, главное здание было расширено, к нему были пристроены крылья.
С 1843 по 1917 год здесь жили лица высочайшего двора. Среди них — первый попечитель Лицея принц П. Г. Ольденбургский; фрейлина графиня Е. Ф. Тизенгаузен, внучка М. И. Кутузова; фрейлина А. В. Жуковская, дочь знаменитого поэта В. А. Жуковского; фрейлина М. Э. Мещерская, великий князь Николай Николаевич (старший), сын Николая I, женатый на принцессе Александре Петровне Ольденбургской.

### Пушкинский музей
Несмотря на то, что учебное заведение теперь находилось в Петербурге, традиции Царскосельского лицея и особенно память о Пушкине и других первых воспитанниках бережно сохранялась студентами последующих курсов и передавалась из поколения в поколение. Памятные лицейские дни, такие как 19 октября — день открытия Лицея, и дни рождения и смерти А. С. Пушкина, обязательно отмечались. 19 октября 1889 года перед главным входом был установлен бронзовый бюст Александра I работы П. П. Забелло, а в саду — гипсовый памятник А. С. Пушкину, в 1899 году заменённый двухметровым бронзовым бюстом работы И. Н. Шредера (бюст работы Шредера в настоящее время выставлен перед Пушкинским Домом).
В 1900 году в Царском Селе был открыт бронзовый памятник А. С. Пушкину-лицеисту в Лицейском саду.

## Закрытие
29 мая 1918 года постановлением Совнаркома лицей был закрыт. Освободившееся здание занял Пролетарский политехникум.
Библиотека Царскосельского лицея в советское время была передана в созданный в 1920 году Уральский государственный университет и в дальнейшем разделена между выделенными из него институтами.
В 1949 году Кустов переулок, проходящий вдоль лицея, назвали Лицейским. Открытие мемориального Музея-лицея в Пушкине состоялось в том же 1949 году.

## Возрождение
Президент РФ В. Путин поддержал идею ректора Академии народного хозяйства и госслужбы (РАНХиГС) А. Г. Комиссарова о возрождении Царскосельского лицея в Санкт-Петербурге; в учебном заведении предлагается готовить к госслужбе молодёжь с юных лет жизни.